# Eddie Izzard
Eddie (Edward John) Izzard (također Suzy Izzard) (Aden 7. veljače, 1962.) britanska je komičarka i glumica. Rođena je u Adenu u tadašnjem Sjevernom Jemenu, ali odrasta u Belfastu u Sjevernoj Irskoj, Skewenu u Walesu i u Bexhill-on-Sea u Engleskoj.
Eddie Izzard započela je karijeru kao stand-up komičarka u Londonskom West Endu, no sada nastupa u svim kazalištima gdje dobije angažman. Njezin humor je poprilično širok, no često koristi ozbiljne teme za svoje nastupe, kao npr.: genocid, Bog i religija, povijesti, i filozofija. Često su priče koje priča posuđene iz povijesti ali prilagođene modernom vremenu.
Izzard se od početka svoje karijere poigravala s rodom, još od 1985. javno objavljuje da je transrodna. Rodnofluidna je i od 2020. rabi ženske zamjenice, ali ne smetaju joj ni muške.

## Show - nastupi
- Live at the Ambassadors (1993.)
- Unrepeatable (1994.)
- Definite Article (1996.)
- Glorious (1997.)
- Dress to Kill (1998.)
- Circle (2000.)
- Sexie (2003.)
- Stripped (2008./2009.)

Svi nastupi osim Live at the Ambassadors izdani su na DVD-u.

## Filmografija (izbor)
- Lust for glorious - an almost true story (1997.) (TV)
- Rackan Rex (1998.) (TV)
- Velvet Goldmine (1998.)
- The Avengers (1998.)
- Mystery Men (1999.)
- Shadow of the Vampire (2000.)
- Oceanovih dvanaest (2004.)
- Blueberry (2004.)
- Mitt superex (2006.)
- Oceanovih trinaest (2007.)
- Across the Universe (200.7)
- The Chronicles of Narnia: Prince Caspian (2008.)
- Operacija Valkira (2008.)
- Cars 2 (2011.)

## TV-serije
- The Riches (2007.)
- United States of Tara (2011.)
- Otok s blagom (2012.)

## Signum
- Često imitira Jamesa Mesona i Seana Connerya.
- Pravi se da zapisuje u svoju ruku kad šala ne uspije.
- Generalizira predrasude o narodima kao npr: Francuzima, Japancima, Nijemcima, Amerikancima i Englezima.
- Paradira povjesnim događajima i promatra osobe i događaje iz komične perspektive.

## Vanjske poveznice
- Službena stranica Eddie Izzard
- Eddie Izzard u internetskoj bazi filmova IMDb-u (engl.)